# Motta di Pleté
La Motta di Pleté (in francese, Motte de Plété) è una montagna di 2840 m s.l.m. della Valtournenche, in Valle d'Aosta.

## Vette
La montagna è composta da tre vette. Partendo da sud-ovest e andando verso nord-est si trovano:
- Motta di Pleté occidentale (2840 mslm)
- Motta di Pleté centrale (2870 mslm)
- Motta di Pleté orientale (3017 mslm)

## Collegamenti esterni

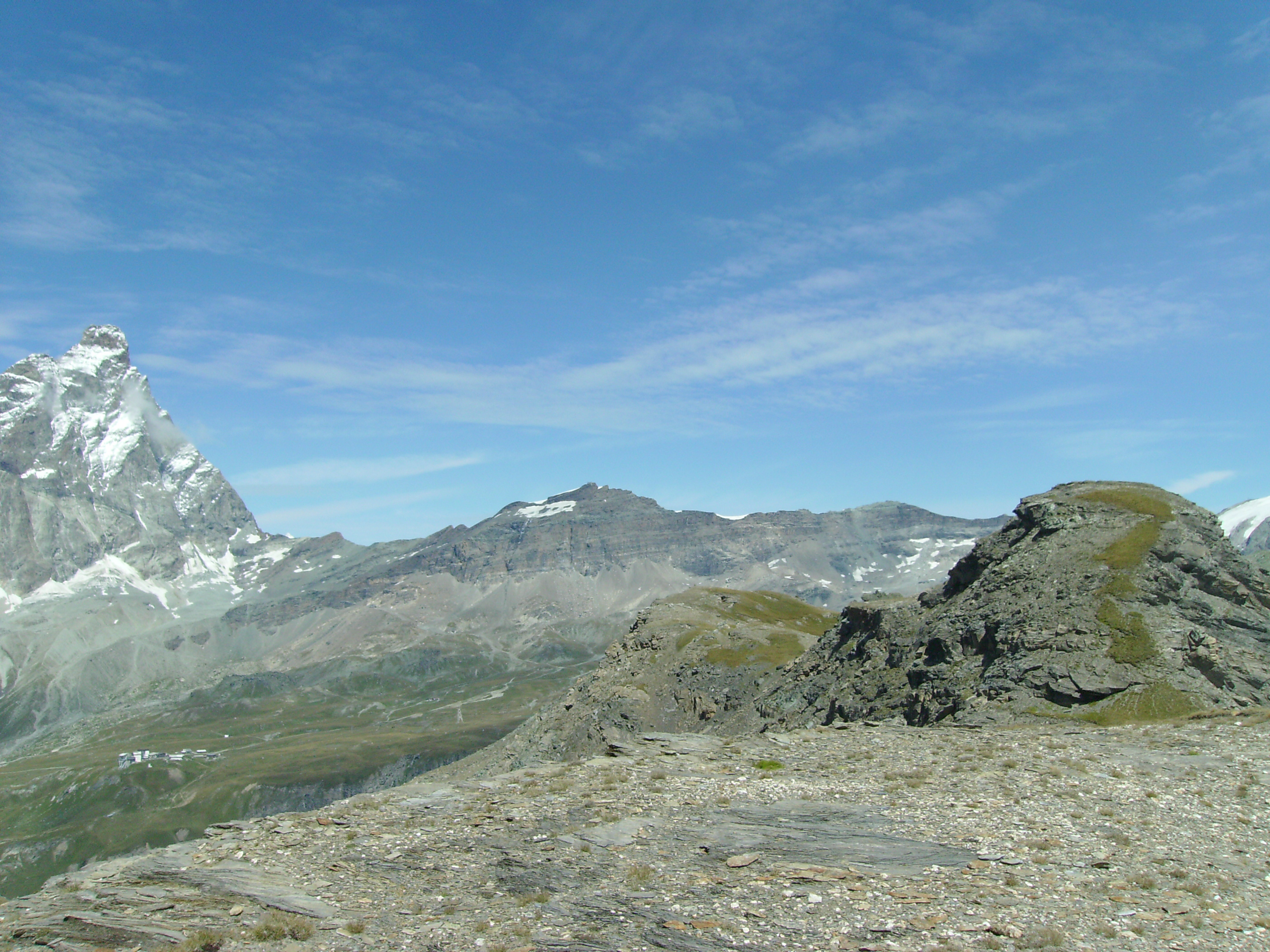
La Motta di Pleté centrale dalla vetta occidentale. Sullo sfondo sono visibili il Furggen e il Cervino

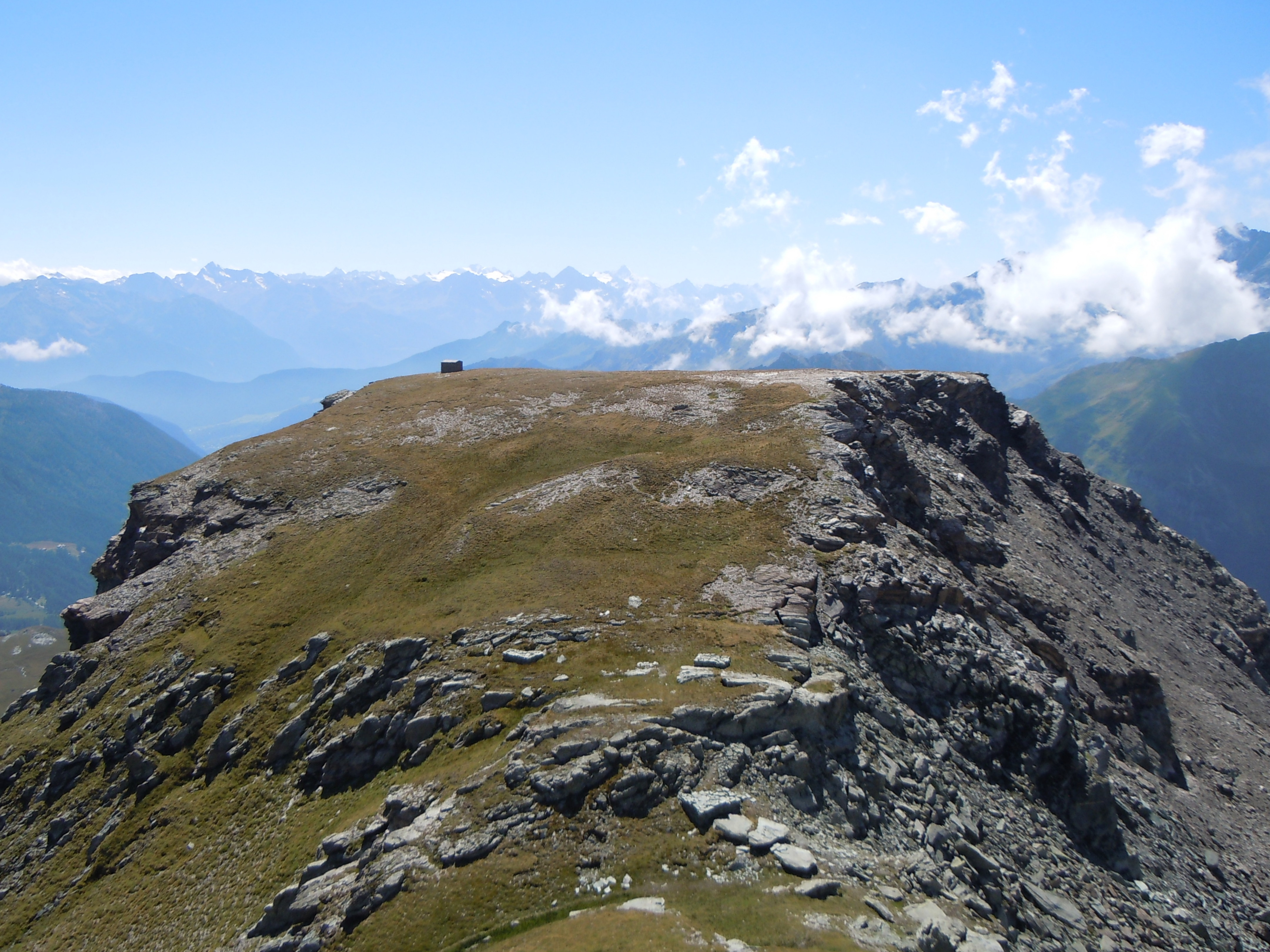
La vetta della Motta di Pleté occidentale

## Accesso
La vetta più frequentata è quella occidentale, che può essere raggiunta partendo dalla Salette (punto d'arrivo della telecabina di Valtournenche - 2245 m) in circa 1h e 30.